# Demonax languidus
Demonax languidus là một loài bọ cánh cứng trong họ Cerambycidae.